# Рэй, Дил
Дил Мэйа Рэй (англ. Dil Maya Rai; род. 1973) — бутанский политик, член Национальной ассамблеи Бутана.

## Биография
Получила степень магистра управления развитием в Азиатском институте менеджмента и степень бакалавра социологии в Филиппинском университете Лос-Баньос.

## Политическая деятельность
До работы в политике, была специалистом по социальному развитию.
Кандидат от Объединённой партии Бутана на выборах 2018 года в Национальную ассамблею Бутана от округа Ташичолинг, набрала наибольшее количество голосов 6032 голоса, обогнав другого кандидата Дургу Прасада от партии «Партия мира и процветания» и стала членом Национальной ассамблеи Бутана.